# Будинок драматичного театру ім. Т. Г. Шевченка (Чернігів)
Будинок драматичного театру імені Т. Г. Шевченка — пам'ятка архітектури місцевого значення в Чернігові. Будівля використовується за призначенням — Чернігівським обласним музично-драматичним театром імені Т. Г Шевченка.
19 серпня 2023 року будинок був пошкоджений (частково зруйнований) внаслідок ракетного обстрілу вході російського вторгнення в Україну.

## Історія

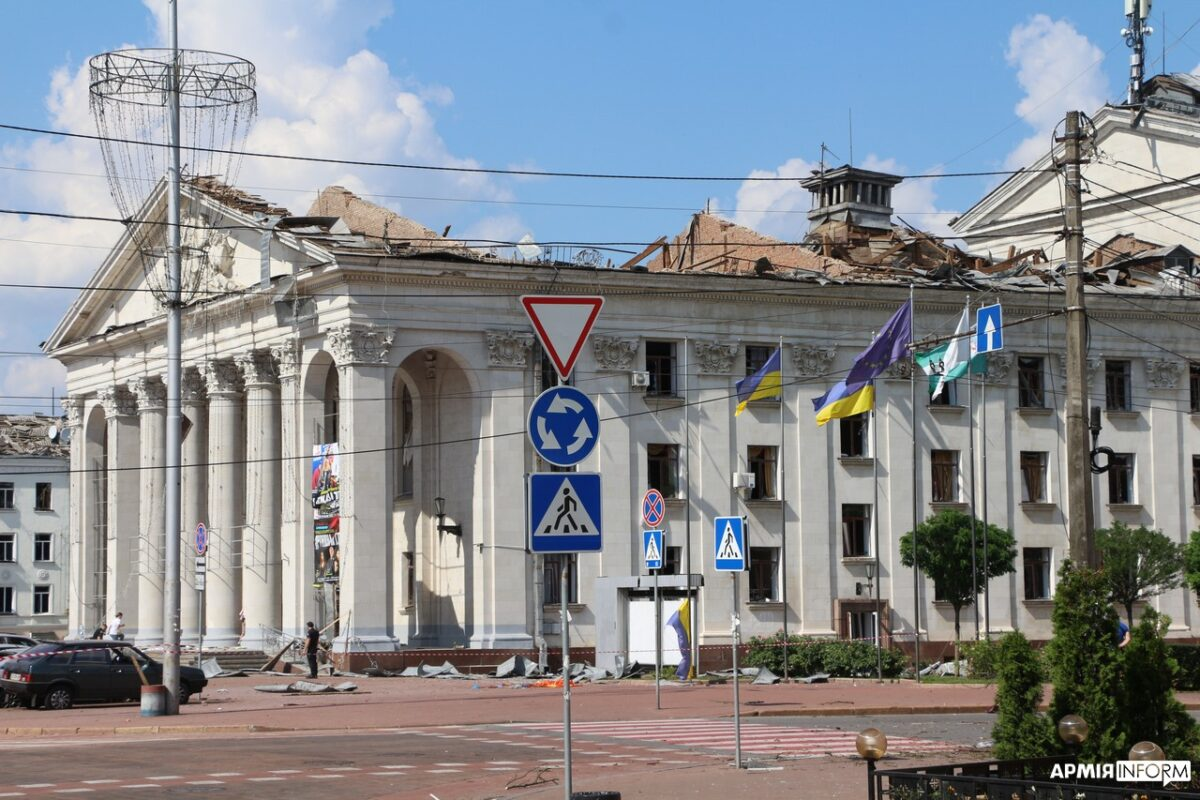
Приміщення театру обстріляне 19 серпня 2023 року російськими окупантами.

Рішенням виконкому Чернігівської обласної ради народних депутатів від 05.06.1978 року № 232 надано статус пам'ятника архітектури місцевого значення з охоронним № 1-Чг.
Будівля має власну «територію пам'ятника» та розташована у «комплексній охоронній зоні пам'яток історичного центру міста», згідно з правилами забудови та використання території. На будівлі встановлено відповідну інформаційну дошку.
Під час обстрілу історичного центру Чернігова близько 11:30 19 серпня 2023 року ракета, випущена ЗС РФ потрапила в обласний академічний музично-драматичний театр імені Т. Шевченка. Також пошкоджено пам'ятку архітектури національного значення П'ятницьку церкву. Загинули мінімум семеро людей, понад 100 отримали травми. У будівлі Чернігівського драмтеатру, по якому прийшовся удар цього дня відкрилася виставка новинок від українських виробників дронів "Люті Пташки Демо День".

## Опис
Разом з іншими будинками утворює архітектурний ансамбль Красної площі.
У 1958 році було збудовано будинок театру за проєктом архітекторів Семена Фрідліна, Михайла Лібмана, Семена Тутученка.
Цегляний, 3-поверховий на цоколі, прямокутний у плані будинок. Фасад симетричний, спрямований на південний захід до Красної площі. Будівля складається з різних обсягів, де з тилового фасаду (північно-східної сторони) наростає обсяг. Головний вхід прикрашає 8-колонний портик, увінчаний трикутним фронтоном. У тимпані фронтону розташовується горельєф, що зображує композицію українського народного мотиву — Тараса Шевченка та героїв його творів. Бічні фасади оздоблені пілястрами.
У листопаді 1959 року вже в новій будівлі відкрився новий театральний сезон, який розпочався зі спектаклю «Щорс» Юрія Дольд-Михайлика.
У 2018—2019 роках було проведено реконструкцію будівлі з використанням заходів теплореновації.